# Llista de diputats al Parlament Europeu en representació de Grècia (V Legislatura)
Aquesta és una llista dels 25 diputats que representaren Grècia durant la V Legislatura del Parlament Europeu (1999–2004).

## Llista
| Nom                         | Partit nacional                  | Grup del PE |
| --------------------------- | -------------------------------- | ----------- |
| Alekos Alavanos             | Coalició de l'Esquerra i Progrés | EUE–EVN     |
| Konstandinos Alisandrakis   | Partit Comunista                 | EUE-EVN     |
| Ioannis Avérof              | Nova Democràcia                  | PPE–DE      |
| Emmanuïl Bakópulos          | Moviment Democràtic Social       | EUE-EVN     |
| Aléxandros Baltàs           | Moviment Socialista              | PSE         |
| Giorgos Dimitrakópulos      | Nova Democràcia                  | PPE–DE      |
| Petros Efthimiu             | Moviment Socialista              | PSE         |
| Khristos Fólias             | Nova Democràcia                  | PPE–DE      |
| Marieta Giannaku            | Nova Democràcia                  | PPE–DE      |
| Anna Karamanu               | Moviment Socialista              | PSE         |
| Giorgos Katiforis           | Moviment Socialista              | PSE         |
| Konstandinos Khatzidakis    | Nova Democràcia                  | PPE–DE      |
| Efstràtios Kórakas          | Partit Comunista                 | EUE-EVN     |
| Ioannis Kukiadis            | Moviment Socialista              | PSE         |
| Dimitris Kulurianos         | Moviment Democràtic Social       | EUE-EVN     |
| Rodi Kratsa-Tsagaropulu     | Nova Democràcia                  | PPE–DE      |
| Minerva Melpomeni Mal·liori | Moviment Socialista              | PSE         |
| Ioannis Marinos             | Nova Democràcia                  | PPE–DE      |
| Emmanuïl Mastorakis         | Moviment Socialista              | PSE         |
| Mikhalis Papagiannakis      | Coalició de l'Esquerra i Progrés | EUE–EVN     |
| Ioannis Suladakis           | Moviment Socialista              | PSE         |
| Ioannis Theonàs             | Partit Comunista                 | EUE-EVN     |
| Andonis Trakatel·lis        | Nova Democràcia                  | PPE–DE      |
| Dimitris Tsatsos            | Moviment Socialista              | PSE         |
| Khristos Zakharakis         | Nova Democràcia                  | PPE–DE      |
| Mirsini Zorbà               | Moviment Socialista              | PSE         |